# Ikumi Yoshimatsu
Ikumi Yoshimatsu (吉松 育美?, Yoshimatsu Ikumi; Saga, 21 gennaio 1987) è una modella giapponese incoronata Miss International 2012 il 21 ottobre 2012 a Okinawa.
È la prima volta che il Giappone ha vinto il titolo in cinquantadue anni di storia del concorso.
In precedenza Ikumi Yoshimatsu aveva partecipato al concorso Miss Universo Giappone nel 2007, e si era classificata fra le prime dieci finaliste. Alla fine il concorso fu vinto da Riyo Mori, che divenne in seguito Miss Universo 2007.